# Priscilla Durand
Princilla Durand (Campina Grande, 1990) é uma rainha da beleza e modelo brasileira que, como Miss, representou três estados brasileiros — Paraíba (2011), Rio Grande do Norte (2011)  e Alagoas (2013) — em três diferentes certames nacionais, e que em 2014 foi coroada «Rainha Internacional do Café», na Colômbia.

## Concursos de beleza

### Miss Paraíba Universo 2011
No dia 24 de maio de 2011, Priscilla é eleita Miss Paraíba no concurso realizado no Hotel Tropical Tambaú. Ao todo eram dez representantes de várias cidades do estado e, após uma pré-seleção, restaram apenas cinco finalistas: as candidatas de Pedras de Fogo, Campina Grande, João Pessoa e Monteiro, além dela, representando o Conde. Após a contabilização dos votos dos jurados, ela é coroada «Miss Paraíba 2011», restando às Misses João Pessoa e Pedras de Fogo a segunda e a terceira posições, respectivamente.
Como representante do estado no evento nacional (Miss Brasil 2011), realizado em 23 de julho do mesmo ano no HSBC Brasil, São Paulo, ela não consegue classificação.

### Miss Rio Grande do Norte Latina 2011
Em meados de 2011, a modelo é eleita Miss Rio Grande do Norte Latina e designada a representar esse estado na final brasileira, realizada na cidade de Recife, em setembro do mesmo ano, junto com outras vinte representantes de outros estados brasileiros. Antes da escolha da Miss Brasil Latina (que seria Cintia Regert, do Rio Grande do Sul), Priscilla fica classificada entre as doze semifinalistas e recebe uma das três premiações especiais, «Miss Elegância».

### Miss Alagoas Mundo 2013
Em 17 de novembro de 2012 ela é coroada Miss Mundo Alagoas em cerimônia realizada no Centro de Convenções do Teatro Gustavo Leite, em Maceió. Representando a empresa Plátanos em uma cerimônia na qual também foi coroado o Mister Alagoas 2013, ela recebe a nota máxima de todos os jurados na prova de traje de banho — dez. Na ocasião, Lyliah Virna, que estava presente e até hoje foi a única alagoana a ter conquistado um título de Miss Brasil, versões Mundo ou Universo, foi homenageada.
Priscilla foi para a final nacional e lá alcançou a sexta posição. Isso lhe garantiria representar o país no Rainha Internacional do Café em janeiro do ano seguinte.

### Rainha Internacional do Café 2014
Em 11 de janeiro de 2014, ela compete e derrota vinte e três outras candidatas de vários países da América Latina mais Portugal e Espanha e é eleita «Rainha Internacional do Café», na Colômbia. Com a vitória, ela se torna a oitava brasileira e a primeira representante do estado de Alagoas a vencer esse tradicional concurso de beleza internacional na categoria adulta. O concurso é realizado desde 1958 em Manizales, Colômbia, e Priscilla Durand conseguiu derrotar inclusive a representante local, a colombiana Estefanía Muñoz, que ficou em segundo lugar.
Em entrevista ao portal R7, em janeiro de 2014, sobre o que representa o reinado de uma Rainha Internacional do Café, ela declarou:
A Rainha do Café é uma representante do café para o mundo: da sua história, a expansão cafeeira, a presença da bebida no dia a dia das pessoas, seu passado, presente e futuro. Além disso, assim como toda a Misse e toda mulher deveria fazer, é ligada a causas sociais. Pretendo levar a todos a belíssima história que existe por trás de um grão de café. O meu reinado começou agora e o levarei com muito estudo, envolvimento em causas sociais, compromisso, disciplina e amor.
Sobre a vitória da brasileira, o jornal colombiano La Pátria publicou:
Quando mencionaram quem era a vice-rainha [Estefanía Muñoz], a Miss Brasil não reagiu como é de costume entre vencedoras. Foi necessário que o apresentador reiterasse que ela era de fato a nova soberana internacional do café, por causa de sua dificuldade em entender o espanhol (...) Ao final, o público saiu satisfeito com a eleição da brasileira, que é a oitava representante desse país a obter a coroa.
A avaliação dos jurados presentes ao certame foi sobretudo positiva: «a candidata do Brasil parecia muito segura» ou «me agradou porque promoverá nossa cultura agora no mundial [de futebol]», ou ainda «Perfeita eleição, me fascinou, era essa a que queria [como rainha], fiquei satisfeita».
Em 11 de janeiro de 2015, Durand esteve na Colômbia para passar a coroa e o cetro à nova rainha, a japonesa Yuri Uchida

## Vida pessoal
A modelo nasceu em Campina Grande, Paraíba, e ainda bebê foi morar no município de São Miguel dos Campos, Alagoas, onde viveu até os sete anos, voltado posteriormente a morar em terras paraibanas. Com 1,75 metro de altura, ela vive em Maceió, Alagoas, onde se dedica à carreira de modelo e aos estudos superiores.
A partir do fim do reinado como Rainha Internacional do Café, presume-se que a paraibana esteja encerrando sua carreira em concursos de beleza em virtude de já ter sido agraciada com um respeitado título internacional e por ter vinte e cinco anos, data-limite para a maioria dos importantes concursos desse tipo.